# Mihaela Purdea
Mihaela Purdea (Bistriţa, 17 december 1982) is een voormalig biatlete uit Roemenië. Ze vertegenwoordigde haar vaderland op de Olympische Winterspelen 2006 in Turijn en de Olympische Winterspelen 2010 in Vancouver.

## Resultaten

### Olympische Winterspelen
| Jaar | Plaats    | Resultaten                                                                           |
| ---- | --------- | ------------------------------------------------------------------------------------ |
| 2006 | Turijn    | 77e 7,5 km sprint 75e 15 km individueel 14e 4x6 km estafette                         |
| 2010 | Vancouver | 39e 7,5 km sprint 49e 10 km achtervolging 41e 15 km individueel 10e 4x6 km estafette |

### Wereldkampioenschappen
| Jaar | Plaats      | Resultaten                                                                           |
| ---- | ----------- | ------------------------------------------------------------------------------------ |
| 2005 | Hochfilzen  | 81e 7,5 km sprint 68e 15 km individueel 14e 4x6 km estafette                         |
| 2007 | Antholz     | 70e 7,5 km sprint 60e 15 km individueel 11e 4x6 km estafette                         |
| 2008 | Östersund   | 48e 7,5 km sprint 47e 10 km achtervolging 53e 15 km individueel 11e 4x6 km estafette |
| 2009 | Pyeongchang | 44e 7,5 km sprint LAP 10 km achtervolging 75e 15 km individueel 8e 4x6 km estafette  |

### Wereldbeker
Eindklasseringen
| Seizoen   | Algemeen | Individueel | Sprint | Achtervolging | Massastart |
| --------- | -------- | ----------- | ------ | ------------- | ---------- |
| 2008/2009 | 83e      |             |        |               |            |
| 2009/2010 | 70e      |             |        |               |            |